# Echeveria lyonsii
Echeveria lyonsii là một loài thực vật có hoa trong họ Crassulaceae. Loài này được Kimnach mô tả khoa học đầu tiên năm 2007.